# Guerra d'indipendenza greca
La guerra d'indipendenza greca, o della Grecia, fu il conflitto combattuto tra il 1821 ed il 1829 dai popoli della Grecia per affrancarsi dall'Impero ottomano.

## Premesse generali ed ideologiche
L'occupazione della Grecia da parte degli Ottomani ebbe inizio nel 1453, con la caduta di Costantinopoli in mano al sultano Mehmet II. Atene, la capitale culturale dell'antica Grecia, cadrà nel 1456, mentre gli ultimi baluardi bizantini, il despotato della Morea nel Peloponneso e Trebisonda con l'omonimo impero nel Ponto cadranno in mano ottomana rispettivamente nel 1460 e nel 1461.
Il regime ottomano ispirò diversi moti rivoluzionari miranti al recupero dell'indipendenza, tutti però soffocati nel sangue. Molti uomini dovettero lasciare le loro terre e rifugiarsi sulle montagne. Queste persone venivano chiamate clefti (Kleftes=banditi), letteralmente "ladri" (dal greco κλέβω, rubare), ma per il popolo questa parola prese il significato di "partigiani". Essi agivano con la tecnica della guerriglia, compiendo azioni rapide e turbando il dominio ottomano.
Per contrastare questi partigiani l'impero ottomano decise di riconoscere in maniera semiufficiale gruppi armati di rumeni chiamati Armatoli. Anche se ingaggiati per combatterli, gli Armatolì finirono per collaborare con i Kleftes, tant'è che, all'epoca dello scoppio della guerra d'indipendenza, le due figure avevano ormai perduto i tratti distintivi per diventare sinonime.
Eccezione fatta per una sola importante rivolta, quella della Morea nel 1718, la sovranità turca rimase praticamente incontrastata per la maggior parte del XVIII secolo.
Una seconda rivolta che preannunciò lo scoppio della guerra d'indipendenza fu quella del Peloponneso fomentata dai russi (Rivolta Orlov), avvenuta nel 1770.

## Il nuovo illuminismo greco
L'embrione del movimento patriottico prese vita non tanto in Grecia, quanto piuttosto negli ambienti dell'emigrazione greca in Europa. Nel 1814 fu fondata ad Odessa la Filikí Etería, una organizzazione segreta a carattere cospirativo presieduta da Alexandros Ypsilanti. All'organizzazione venne dato un impianto capillare ed allo stesso tempo si assicurò l'alleanza di Alì Pascià, ex collaboratore del sultano turco.
Due giovani italiani di Novara caddero già il 23 aprile 1819 per l'indipendenza greca e furono seppelliti insieme ad altri caduti stranieri nel Tempio di Efesto dell'Agorà di Atene (all'epoca ancora trasformata in chiesa di San Giorgio). Si tratta di Giuseppe Tosi di 16 anni e di Carlo Serassi di 18 anni.
Molti cantavano
ελεύθερη ζωή,

παρά σαράντα χρόνια,

σκλαβιά και φυλακή»
un'ora di libertà,

che quarant'anni

di prigione e schiavitù»
("Θούριος", canto patriottico elleno)

## I fatti dal 1821 al 1832

Germanos, metropolita di Patrasso, benedice gli insorti greci.

I primi combattimenti ebbero luogo nel 1821: l'insurrezione divampò in tutta la Grecia continentale, fomentata prima dall'arcivescovo di Patrasso, Germanos, poi anche grazie all'appoggio degli Armatolì e dei Kleftes guidati da Theodoros Kolokotronis. Contemporaneamente aveva luogo la secessione dell'Epiro guidata da Alì Pascià di Tepeleni. La repressione dei Turchi non tardò ad arrivare: nel 1822 (il 1º gennaio di questo anno era stata emanata una costituzione provvisoria durante il Congresso di Epidauro) ripresero rapidamente il controllo dell'Epiro e tentarono di ristabilire il loro dominio con il terrore. I fatti più sanguinosi ebbero luogo nell'isola di Chio, dove nell'aprile 1822 la popolazione venne pressoché interamente sterminata (Massacro di Chio), ed a Costantinopoli, dove il patriarca venne impiccato (Massacro di Costantinopoli).
Questi fatti sollevarono un'ampia eco negli ambienti liberali di tutta Europa; molti illustri intellettuali, come l'inglese George Gordon Byron e gli italiani Santorre di Santarosa e Giuseppe Rosaroll, partirono per unirsi ai rivoluzionari che, guidati nel Peloponneso da Kolokotronis ed a Missolungi (conquistata nel 1822) da Markos Botsaris, mantenevano ancora alcune importanti sacche di resistenza.
La situazione si sbloccò grazie all'intervento di truppe inviate dal pascià d'Egitto Mehmet Ali, grazie all'aiuto delle quali i turchi riconquistarono nel 1825 Navarino e anche Atene a giugno, mentre Missolungi, irriducibile roccaforte degli indipendentisti greci, fu messa sotto assedio nel 1826 e conquistata dai turchi l'anno seguente anche se poi verrà presto riconquistata grazie alla flotta britannica alla fine dell'anno. Atene invece verrà riconquistata a settembre 1827 dai greci. Intanto la successione al trono di Nicola I e la rinnovata intenzione russa di adoperarsi per l'indipendenza greca (nella speranza di ottenere uno sbocco nel Mediterraneo, indebolire ulteriormente gli osmanici e attuare un controllo maggiore sui Balcani), mentre i rivoluzionari conducevano offensive nel nord con Georgios Karaiskakis (fautore anche della ripresa di Atene) e sul mare con i due ammiragli Andreas Miaoulis e Georgios Sachtouris, portò il conflitto all'attenzione delle grandi potenze (Francia, Inghilterra, Russia), che, nel 1827, a seguito di un fallito tentativo di mediazione con la Sublime porta, aprirono le ostilità, annientando la flotta turca nella rada di Navarino e, nel 1828, occupando la Morea.
La fine della guerra e l'autonomia della Grecia saranno sancite, sotto il protettorato di Francia, Gran Bretagna e Russia, con il trattato di Adrianopoli del 1829, poi trasformata in indipendenza con il protocollo di Londra nel 1830. La Grecia mancava ancora di alcune regioni rimaste in mano ottomana, come Creta, la Tessaglia, la Macedonia, l'Epiro e la Tracia, mentre le regioni dell'Asia Minore e del Ponto con numerose popolazioni greche avranno un destino diverso.
Fin dal 1827 i rivoluzionari si erano dati un ordinamento repubblicano interno, sotto la presidenza di Giovanni Capodistria; la sua politica autoritaria e filorussa non piacque e, conseguita l'indipendenza, venne assassinato (1831). L'episodio fu il pretesto colto dalle potenze protettrici per ingerirsi nella politica greca ed imporre una monarchia. La scelta del sovrano cadde sul principe Ottone di Baviera, eletto re di Grecia a Nauplia nell'Agosto del 1832.

### Annotazioni
1. ↑  Formalmente sottoposta alla giurisdizione ottomana, la Tunisia godeva di larga autonomia ed era governata da un Bey della dinastia Husseinide.

### Fonti
1. ↑   Apostolis Vacalopoulos, Ιστορία του Νέου Ελληνισμού [History of Neo-Hellenism], vol. 2, A.E. Vakalopoulos, 1961.

- (FR)  Abel Blouet et al., Expédition scientifique de Morée, ordonnée par le gouvernement français. Architecture, sculptures, inscriptions et vues du Péloponnèse, des Cyclades et de l'Attique, mesurées, dessinées, recueillies et publiées par Abel Blouet, Amable Ravoisié, Achille Poirot, Félix Trézel et Frédéric de Gournay, ses collaborateurs, Parigi, 1831-1838, 3 volumi on-line.
- (EN)  George Finlay, History of the Greek Revolution, Londra, Blackwood and Sons, 1861.
- (EN)  Thomas Keightley, History of the War of Independence in Greece, Edimburgo, Constable, 1830.
- (FR)  Brunet de Presle e Alexandre Blanchet, Grèce depuis la conquête romaine jusqu'à nos jours, Didot, 1860.
- (EN)  Thomas Gordon, History of the Greek Revolution, Edimburgo, Blackwood, 1832.

### Studi
- (EN)  David Brewer, The Greek War of Independence: The Struggle for Freedom from Ottoman Oppression and the Birth of the Modern Greek Nation, The Overlook, 2001, ISBN 1-58567-395-1.